# ZooPhobia (webcomic)
ZooPhobia est un webcomic américain initialement publié en 2012 par Vivienne « VivziePop » Medrano. Elle a ensuite librement adapté des personnages et des intrigues dans Hazbin Hotel, une série télévisée d'animation et une  comédie musicale,. ZooPhobia suit une jeune femme nommée Cameron, qui se rend dans un sanctuaire interspécifique nommé Safe Haven. Deux courts métrages tirés de la série, Le Fils de 666 et Bad Luck Jack, sont sortis respectivement en 2013 et 2020.

## Synopsis
Cameron, une jeune femme névrotique, est envoyée par accident dans un sanctuaire insulaire nommé Safe Haven après avoir désespérément plaidé pour obtenir un emploi de conseillère. Elle découvre qu'elle ne peut pas quitter l'île, car cela lui ferait perdre ses pouvoirs magiques. Elle passe toute la durée de la bande dessinée à essayer d'atténuer sa peur des animaux (zoophobie) à Safe Haven, en essayant de s'adapter à l'environnement inconnu dans lequel elle a été plongée.